# Clausocalanus dubius
Clausocalanus dubius är en kräftdjursart som beskrevs av Brodsky 1950. Clausocalanus dubius ingår i släktet Clausocalanus och familjen Clausocalanidae. Inga underarter finns listade i Catalogue of Life.